# China Merchants Group

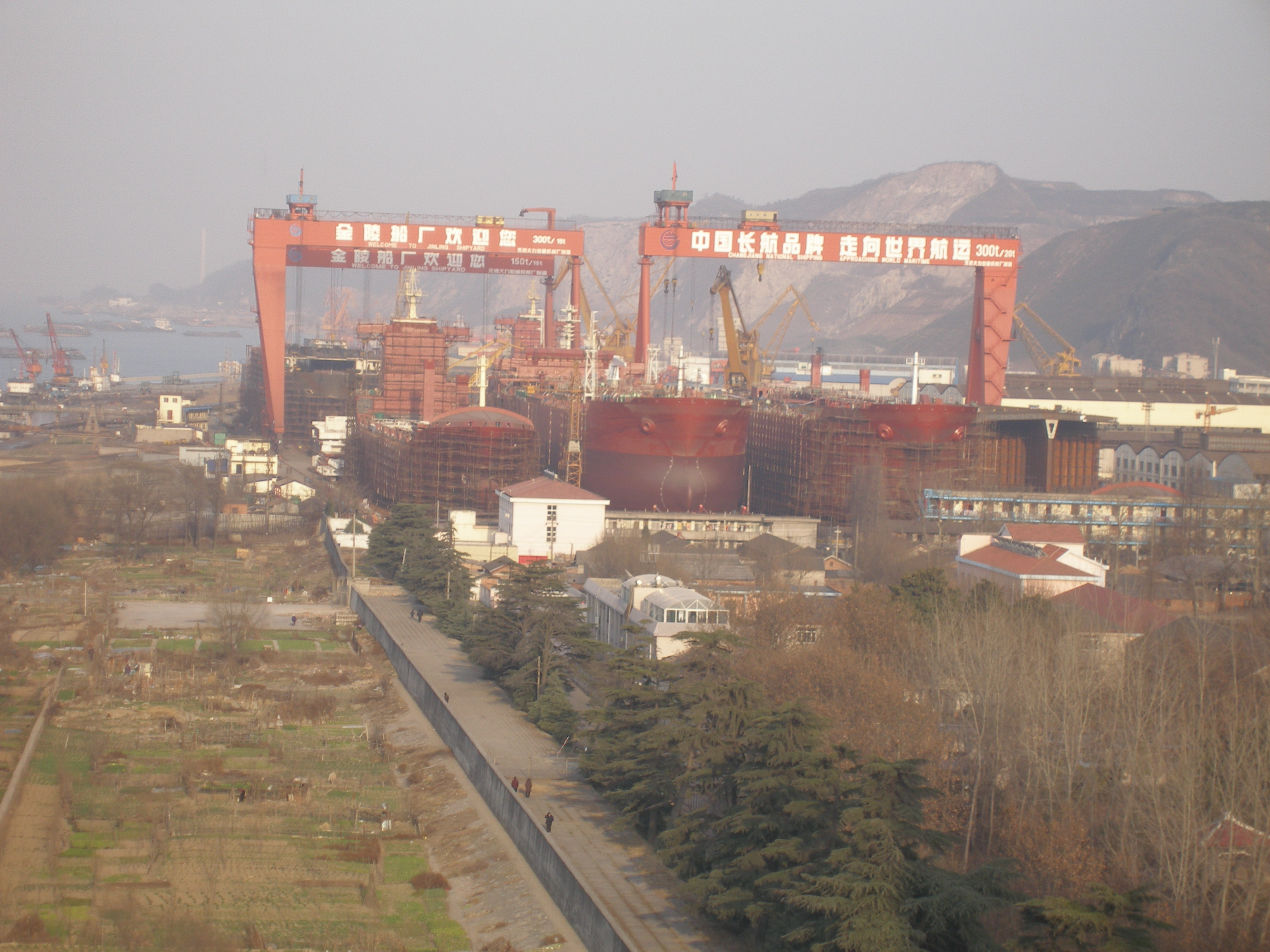
China Merchants Jinling Nanjing Shipyard i Nanjing

China Merchants Group (kinesiska: 招商局集团, Zhaoshangju Jituan) är en statlig kinesiskt företagsgrupp med verksamhet inom bland annat hamninfrastruktur, skeppsvarv och finanser.
Det grundades 1872 som China Merchants Steam Navigation Company. Företaget verkar under överinseende av det kinesiska transportministeriet och har sedan 1980-talet utvecklats till ett viktigt statligt ägt företag. Dess internationella roll har utökats sedan 2010 i samband med Kinas Nya sidenvägen-initiativ. Det har i västerländska medier kritiserats för att vara ett instrument för en så kallad kinesisk "skuldfällediplomati".
Under senare år har China Merchants Group bland annat utvecklat Hambantota International Port i Sri Lanka och hamnar i bland andra Lagos i Nigeria och Djibouti.

## Historik
Företagets grundades 1872 i Shanghai av Li Hongzhang, som var en hög mandarin under Qing-dynastin. Under det kinesiska inbördeskriget 1927-1949 flyttades huvudkontoret Taipei i Taiwan, men ett dotterbolag i Hong Kong behöll det ursprungliga namnet och omvandlades senare till nuvarande China Merchants Group Limited.
Syftet för rederiet var att återta delar av Kinas sjöfart i kinesiska händer. Det stöddes av regeringen och fick statliga lån och fick monopol på sädestransporter från Yangtsedalen och huvudstaden. Rederiet hade svårt att få lönsamhet, men beslöt 1877 att expandera för att bryta utländska redares dominans av den kinesiska kustfrakten och övertog det amerikanskägda Shanghai Steam Navigation Company hela flotta på 17 skepp. Vid tiden för Xinhairevolutionen 1911–1912 bestod rederiets flotta av 29 kust- och flodångare, vilka alla hade utländska, i regel brittiska, befälhavare. 
Under kinesiska inbördeskriget nationaliserades företaget 1935 och omdöptes till China Merchants Group. Efter det kommunistiska maktövertagandet 1949 flyttade huvudkontoret med Chiang Kai-sheks regering till Taipei i Taiwan, men Folkrepubliken Kinas regering kunde lägga beslag på den del av bolagets flotta som tillhörde dotterbolaget i Hongkong. Där återuppbyggdes rederiet som China Merchants Steam Navigation Company Limited, men under statlig kinesisk kontroll.
Under perioden 1949–1976 var företaget obetydligt, men efter öppnandet av Kinas ekonomi efter 1978 under Deng Xiaoping spelade företaget en stor roll som drivande kraft för utvecklingen av Shekou Industrial Zone i Shenzhen under vd:n Yuan Geng. Vid utvecklandet av Shekou under 1980- och 1990-talen breddades China Merchants verksamhet utanför rederiverksamheten till bland annat industriell infrastruktur, livsmedelstillverkning, fastigheter och finansföretag. År 2001 infördes en viss renodling till tre områden: transportinfrastruktur, finansverksamhet, inklusive fastighetsutveckling, och industrizonsförvaltning.